# لفظ متمثل
اللفظ المتمثِّل هو كل لفظ دخيل تمثل بكلمات اللغة التي أدخل إليها، بأن تغير وعُدِل على مثالها. مثال ذلك في العربية هو اللفظ المعرب.

## المتمثل بلغات الأخرى

### ألمانية
عند أهل اللغة الألمانية يسمى ‎[ˈaɪnˌdɔɪtʃʊŋ]‏ بمعنى الإدخال في الألمانية.

### فارسية
المتمثل في الفارسية هو يقال له مُفَرَّس.
مما شاع تفريسه من دخيل عربي:
- ما جاء على وزن مُفاعَلة معتل اللام، فتحذف الهاء أو تبدل تاء، نحو مواساة فتصير مواسا(ت).
- ما جاء على وزن فُعلول مضموم الفاء، فتفتح، نحو صَندوق.[1]

### كرواتية
في اللغة الكرواتية يقال للفظ المتمثل ‎[usʋɔjɛnitsɛ]‏ بمعنى المُتَبَنَّى.